# 约翰·考克饶夫
约翰·考克饶夫爵士，OM，KCB，CBE，FRS（英語：Sir John Douglas Cockcroft，1897年5月27日—1967年9月18日），英国物理学家，1951年诺贝尔物理学奖获得者。1961-1965年間，曾擔任澳洲國立大學校監。